# Ronald B. Miller

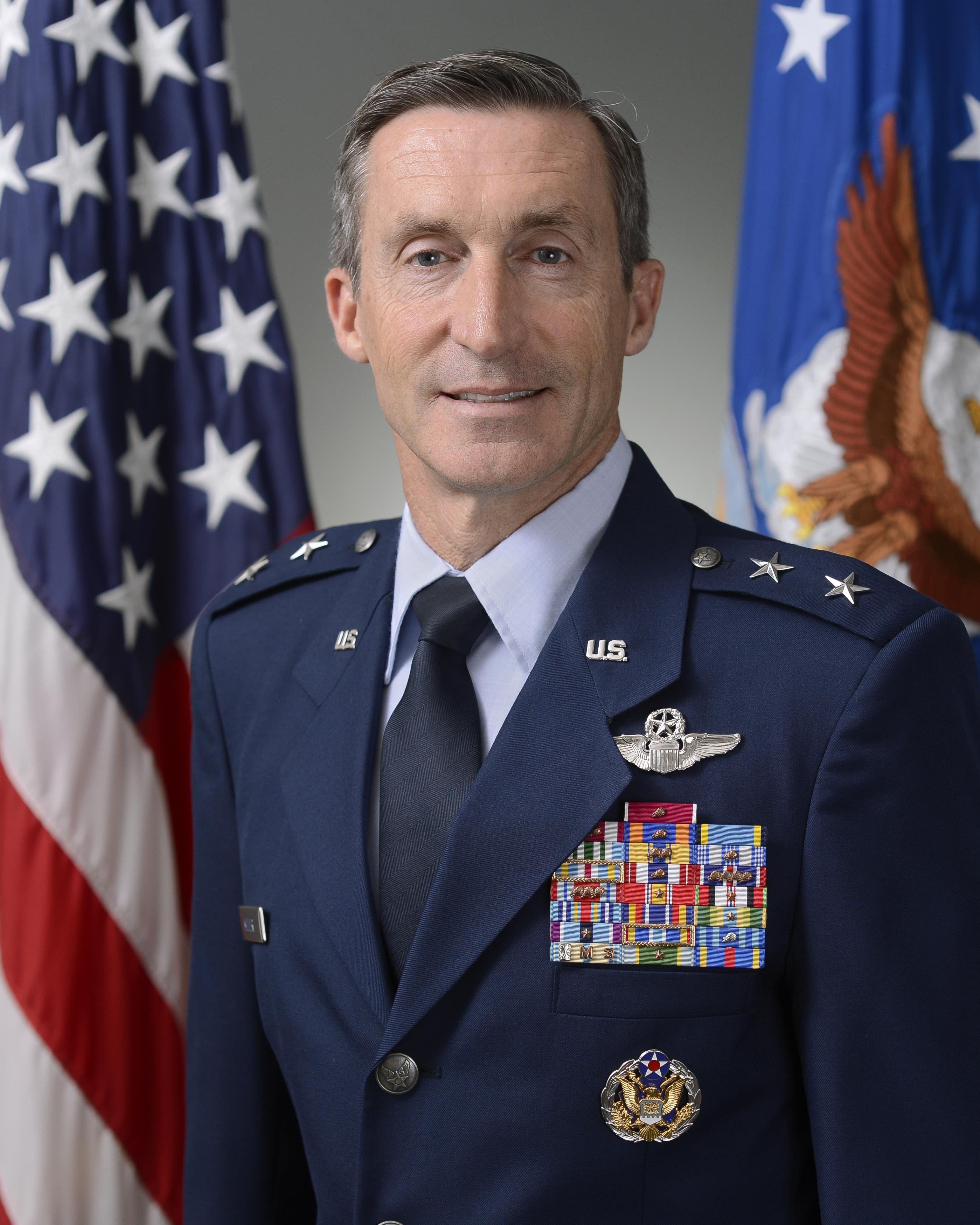
Ronald B. Miller (2020)

Ronald Bruce Miller (* um 1961) ist ein pensionierter Generalmajor der United States Air Force. Er war unter anderem Kommandeur der 10. Luftflotte.
Über das ROTC-Programm der University of South Carolina gelangte er im Jahr 1983 in das Offizierskorps der United States Air Force. Dort durchlief er anschließend alle Offiziersränge vom Leutnant bis zum Zwei-Sterne-General.
Im Lauf seiner militärischen Karriere absolvierte er verschiedene Kurse und Schulungen. Dazu gehörten unter anderem eine Ausbildung zum Kampfpiloten und weitere Fortbildungskurse als Pilot neuer Flugzeugtypen; die Squadron Officer School auf der Maxwell Air Force Base in Alabama; das Air Command and Staff College und das Air War College, beide über je einen Fernkurs; der Joint Air and Space Operations Senior Staff Course auf dem Hurlburt Field in Florida; der Joint Forces Reserve Orientation Course in Norfolk in Virginia; der Joint Flag Officers Warfighting Course auf der Maxwell AFB und der Capstone Course bei der National Defense University in Fort Lesley J. McNair, Washington, D.C.
In seinen frühen Jahren als Offizier der Luftwaffe war er an verschiedenen Stützpunkten in den Vereinigten Staaten stationiert. Dabei war er als Pilot, Flugausbilder, Waffenoffizier oder Stabsoffizier bei unterschiedlichen Einheiten tätig. Dazwischen absolvierte er die erwähnten Schulungen. Er nahm unter anderem an der Operation Deny Flight und der Operation Joint Forge in Bosnien sowie an der Operation Enduring Freedom teil. Später war er auch an der Operation Inherent Resolve beteiligt.
Während seiner späteren militärischen Laufbahn war er vor allem bei Einheiten der Reserve der Air Force tätig. Zwischen März 2004 und März 2006 kommandierte er als Oberstleutnant die in New Orleans stationierte 706. Kampfstaffel (706th Fighter Squadron). Daran schloss sich eine Versetzung zur Barksdale Air Force Base in Louisiana an. Dort war er bis zum Dezember 2006 stellvertretender Kommandeur der 917th Operations Group und dann ebenfalls auf diesem Stützpunkt bis zum Dezember 2009 stellvertretender Kommandeur des 917. Geschwaders (917th Wing).
Nach einer zwischenzeitlichen Verwendung als Einberufungsberater (Mobilization Assistant) beim Air Combat Command auf der Langley Air Force Base in Virginia und einer Versetzung zum Stab des United States European Commands, wo er als Battle Watch Director dessen Stab angehörte, erhielt Ronald Miller im Oktober 2010 das Kommando über das 301. Kampfgeschwader, das auf der Naval Air Station Joint Reserve Base in Fort Worth in Texas stationiert war. Dieses Amt bekleidete er bis zum Oktober 2013. In den folgenden Jahren war er bis zum Juli 2016 bei verschiedenen Einheiten, wozu auch das Hauptquartier der Air Force gehörte, als Einberufungsberater (Mobilization Assistant) tätig. Diese Zeit war von Oktober 2014 bis 2015 durch eine Versetzung nach Kuwait unterbrochen. Dort war er stellvertretender Kommandeur einer Alliierten Lufteinheit (Deputy Commander-Air, Combined Joint Task Force-Operation Inherent Resolve) die im Rahmen der Operation Inherent Resolve eingesetzt war.
Zwischen Juli 2016 und Mai 2017 gehörte Ronald Miller der für Reserveangelegenheiten zuständigen Stabsabteilung im Hauptquartier der Air Force an. Am 1. Mai 2017 übernahm er auf der Naval Air Station Joint Reserve Base Fort Worth als Nachfolger von Richard W. Scobee das Kommando über die 10. Luftflotte. Dieses Amt bekleidete er bis zum 10. Mai 2019, als er von Brian K. Borgen abgelöst wurde. Anschließend schied er aus dem Militärdienst aus.
Während seiner aktiven Zeit als Militärpilot absolvierte er über 3350 Flugstunden auf verschiedenen Flugzeugtypen.

## Daten der Beförderungen
| Abzeichen | Rang               | Jahr              |
| --------- | ------------------ | ----------------- |
|           | Second Lieutenant  | 13. Mai 1983      |
|           | First Lieutenant   | 13. Mai 1985      |
|           | Captain            | 13. Mai 1987      |
|           | Major              | 13. Mai 1997      |
|           | Lieutenant Colonel | 4. September 2003 |
|           | Colonel            | 26. Januar 2007   |
|           | Brigadier General  | 24. Dezember 2010 |
|           | Major General      | 26. März 2015     |

## Orden und Auszeichnungen
Ronald Miller erhielt im Lauf seiner militärischen Laufbahn unter anderem folgende Auszeichnungen:
- Legion of Merit
- Defense Meritorious Service Medal
- Meritorious Service Medal
- Air Medal
- Aerial Achievement Medal
- Joint Service Commendation Medal
- Air Force Commendation Medal
- Air Force Achievement Medal
- Joint Meritorious Unit Award
- Meritorious Unit Award
- Air Force Outstanding
- Afghanistan Campaign Medal
- Global War on Terrorism Expeditionary Medal
- Global War on Terrorism Service Medal